# 町田一仁
町田 一仁（まちだ　かずひと、1962年6月22日 - ）は、日本の防衛官僚。
防衛省で初めてキャリア以外（ノンキャリア）から本省局長（人事教育局長）に就任した。
同氏は、大臣官房審議官として自衛隊によるワクチンの大規模接種やクルーズ船「ダイヤモンド・プリンセス」の集団感染に対応した。

## 人物
長野県出身。1981年、岩村田高等学校卒業。防衛庁の職員採用初級試験（一般事務）に合格し防衛庁入庁。

## 略歴
- 1981年　防衛庁入庁
- 2001年  運用局運用課運用第2班部員
- 2003年  長官官房秘書課部員
- 2004年  長官官房広報課部員
- 2005年  長官官房秘書課部員
- 2007年 防衛政策局防衛計画課業務計画第1班長
- 2009年  人事教育局人材育成課総括班長
- 2011年  運用企画局事態対処課国民保護災害対策室長
- 2014年  大阪地方協力本部副本部長
- 2016年  防衛政策局訓練課訓練企画室長
- 2018年　防衛省大臣官房訟務管理官[5]
- 2020年　大臣官房審議官（兼）大臣官房付[6]
- 2022年　人事教育局長[7]
- 2023年 退官[8]